# Philippe Bouquet
Pour les articles homonymes, voir Bouquet.
Philippe Bouquet, né le 7 février 1937 à Sedan et mort le 8 mars 2023 à Montpellier, est un traducteur de littérature suédoise français.
Ancien professeur à l'Université de Caen, il a traduit des romans de Carl-Henning Wijkmark, Björn Larsson (Le Capitaine et les Rêves, Long John Silver), Marianne Jeffmar, Kjell Westö, Rune Pär Olofsson, Henrik Tikkanen, Märta Tikkanen, Vilhelm Moberg, Ivar Lo-Johansson, Frans Gunnar Bengtsson, Stig Dagerman ou encore Jan Guillou.
Il a  notamment traduit Aniara, l'œuvre la plus célèbre du prix Nobel de littérature Harry Martinson. 
Il est aussi traducteur des romans policiers de Maj Sjöwall et Per Wahlöö, Henning Mankell (Meurtriers sans visage), Karin Alvtegen, Staffan Westerlund, Fredrik Ekelund, Kjell Eriksson ou Leif G. W. Persson, mais également des écrivains prolétariens auxquels il a consacré une étude.
La plupart de ces écrivains suédois sont notamment publiés aux éditions Gaïa, Actes Sud (collection Lettres scandinaves), L'élan, Cénomane.

## Écrits
- L’individu et la société dans les œuvres des romanciers prolétariens suédois (1910-1960), Thèse de doctorat d’État, 2 vol., 800 p., Atelier de publications des thèses de Lille III, 1980.
- La Bêche et la Plume. L’aventure du roman prolétarien suédois, Plein Chant, Bassac, 1986-1988
- Spaden och pennan, (övers. Jan Stolpe), Carlssons bokförlag, Stockholm, 1990, 224 p.
- Tankar vid en prisutdelning, L’Elan, Nantes, 96 p., 2004.
- Svenska landsbygdskyrkor / Eglises de campagne suédoises, LDP Edition, Stockholm, 2022, 144 p., photographies Laurent Denimal

## Traductions publiées
- Henrik Tikkanen : Le Héros oublié (30-åriga kriget), Pandora 1980 (réed. F. Majault, 1991)
- Josef Kjellgren : Les Hommes de l'Emeraude (Smaragden), 1980, (réed. Plein Chant, 1991)
- Stig Dagerman : Automne allemand (Tysk höst), Actes Sud, 1980, 139 p.
- Stig Dagerman : Notre besoin de consolation (Vårt behov av tröst), Actes Sud, 1981, 20 p.
- Ivar Lo-Johansson : La Tombe du bœuf (urv. Statarnoveller), Actes Sud, 1982, 293 p.
- Stig Dagerman : Le Condamné à mort (Den Dödsdömde), Actes Sud, 1983, 156 p.
- Folke Fridell : Une Semaine de péché (Syndfull skapelse), Plein Chant, 1984, 188 p.
- Karen Blixen : Lettres d'Afrique (Breve fra Africa), Gallimard, 1985, 507 p. (+ Folio 2395)
- Carl-Henning Wijkmark : La Draisine (Dressinen), Actes Sud, 1986, 380 p. (+ Babel)
- Josef Kjellgren : Je suis des milliers (urv. dikter), Plein Chant, 1986, 95 p.
- Kjell Espmark : Le prix Nobel (Det litterära Nobelpriset), Balland, 1986, 334 p.
- Stig Dagerman : N° spécial (31/32) de la revue Plein Chant (Ur. essäer), 1986, 286 p.
- Ivar Lo-Johansson : Histoire d'un cheval (urv. Statarnoveller), Actes Sud, 1986, 251 p.
- Un Matin de novembre (urv. proletärnoveller), Plein Chant, 1987, 150 p.
- Kurt Salomonson : Les Grottes (Grottorna), Plein Chant, 1987, 177 p.
- Sjöwall-Wahlöö : L'Abominable Homme de Säffle (M f Säffle) 10/18 n°1827, 1987, 250 p.
- Sjöwall-Wahlöö : La Chambre close (Det slutna rummet) 10/18 n° 1865, 1987, 416 p.
- Sjöwall-Wahlöö : L'Assassin de l'agent de police (Polismördaren) 10/18 n° 1876, 1987, 382 p.
- Sjöwall-Wahlöö : Les Terroristes (Terroristerna) - col. J Sanchez - 10/18 n°1865, 1987, 471p.
- Carl-Henning Wijkmark : 1962 (Sista dagar), Actes Sud, 1987, 247 p.
- Stig Dagerman : Printemps français (Fransk vår), Ludd, 1988, 80 p.
- Reidar Ekner : Voyez cet enfant (Efter flera tusen rad), Cénomane, 1988, 111 p.
- Karen Blixen : Les Fils de rois (Kongesønnerne) - col. J Renaud - Gallimard, 1988, 343 p.
- L'Écrivain et la société (urv. texter om arbetardikten), Plein Chant, 1988, 272 p.
- H Krook: Commentaire au Livre des oiseaux d'O Rudbeck, Coekelberghs, pp. IX à XXVIII
- Brusewitz-Anfält : Commentaire au Portefeuille d'O. Rudbeck J., Coekelberghs, 1988, 30 p
- P. Wahlöö : Meurtre au 31è étage (Mord på 31:a v) -col. J Sanchez - Mascaret, 1988, 175 p
- Johan Bargum : Le Détective privé (Den privata detektiven), Souffles, 1988, 171 p.
- Hanne Marie Svendsen : La Boule d'or (Guldkuglen), Julliard, 1989, 283 p.
- Jan Guillou : La Fabrique de violence (Ondskan), Manya, 1990, 419 p.
- Marianne Jeffmar : Sauter jusqu'au ciel (Hoppa opp i himlen), Manya, 1990, 161 p.
- Voyage en Septentrion, Nouvelles nouvelles, mars 1991 (introduction + 4 traductions)
- Folke Fridell : Village fermé (Nedlagd by), L'Elan, 1991, 157 p.
- Tove Jansson : Le Champ de pierre (Stenåkern) - collab. A Ségol - L'Elan, 1991, 94 p.
- Josef Kjellgren: La Chaîne d'or (Guldkedjan, Kamratskap mellan män, Nu seglar jag), Plein Chant, 1991 260p.
- Stig Dagerman : L'Arriviste (Streber), Papiers, 1991, 111 p.
- Stig Dagerman : Le Jeu de la vérité (Ingen går fri), Papiers, 1991, 92 p.
- Märta Tikkanen : L'Histoire d'amour du siècle (Århundrad. kärlekssaga) Manya, 1991, 185 p
- Sjöwall-Ross : La Femme qui ressemblait à Greta Garbo, Bourgois, 1992, 288 p (+ 10/18)
- Eyvind Johnson : Ecartez le soleil (Lägg undan solen) Manya 1992 (Réed.: Agone, 2000, 310 p.)
- Ivar Lo-Johansson : Numéro spécial (49/50) de la revue Plein Chant, 1992, 216 p.
- Willy Kyrklund: De la bonté (Om godheten) - col. Yannick Orfèvre - Bourgois, 1992, 99 p.
- Jan Guillou : La Montagne des dieux (Gudarnas berg), Manya, 1992, 226 p.
- Peter Seeberg : La Fin du jour (Hyrder), Esprit ouvert, 1993, 125 p.
- Staffan Westerlund : L'Institut de recherches (Institutet), Bourgois, 1994, 324 p. (+ 10/18)
- Staffan Westerlund : Chant pour Jenny (Sång för Jenny), Bourgois, 1994, 322 p. (+ 10/18)
- Henning Mankell : Meurtriers sans visage (Mördare utan ansikte) Bourgois, 1994, 386 p. (+ 10/18)
- P C Jersild : La Seconde Vie de Nils Holgersson (Holgerssons) Bourgois, 354 p. (+ 10/18)
- Kåre Lund : L'Europe en crise, Mémoires du monde t. 6, Cavenne Médias, 1994, 270 p.
- H Poulsen: Les deux conflits mondiaux, Mémoires du monde t. 13, Cavenne Médias, 1995, 270 p.
- Bo Hult : Trois mondes en guerre froide, Mémoires du monde t. 14, Cavenne Médias, 1995, 280 p.
- Sven Tägil : Vers un avenir meilleur ?, Mémoires du monde t 15, Cavenne Médias, 1995, 270 p.
- Stig Dagerman: Poèmes satiriques (urv Dagsedlar) in réed Printemps fr, Ludd, 1995, 40 p.
- Eyvind Johnson : Les Nuages sur Métaponte (Molnen över Metapontion) Esprit ouvert, 1995, 340p.
- P O Enqvist : Pour Phèdre (Till Fedra), Presses Universitaires de Caen, 1995, 128 p.
- Carl-Henning Wijkmark : Da capo (Dacapo), Belfond, 1996, 293 p.
- Ivar Lo-Johansson : Mes doutes sur le sport (Jag tvivlar på idrotten) Europe 806-807, pp. 157-176.
- Bengt Ahlfors : Le Cadeau (Morgongåvan), L'Elan, 1996, 32 p.
- Ahlfors-Bargum : L'Enfant de Marie (Maries barn), L'Elan, 1996, 48 p.
- Ahlfors-Bargum : Y a-t-il des tigres au Congo ? (Finns det tigrar i Kongo ?) L'Elan, 1996, 32 p.
- John Nehm : Débuts littéraires (Debutanten), Plein Chant, 1996, 98 p.
- Johan Bargum : La Mallette noire (Den svarta portföljen), Esprit ouvert, 1996, 158 p.
- Mats Berggren : Ni l'un ni l'autre (Varken varken eller eller), L'Elan, 1996, 199 p.
- P O Enqvist : Marie Stuart (Maria Stuart), L'Elan, 1997, 48 p.
- Sven Delblanc : La Mort de Sénèque (Seneccas död), L'Elan, 1997, 32 p.
- Marianne Jeffmar : Le Monstre (Odjuret), L'Elan, 1997, 46 p.
- Carl-Henning Wijkmark: La Mort moderne (Den moderna döden), Le Passeur 1997, 122 p.
- Eyvind Johnson : Arrêt dans les marécages (Uppehåll i myrlandet), Sansonnet,1997, 36 p.
- Frans G Bengtsson : Orm le Rouge 1 (Sjöfarare i Västerled), Gaïa, 1997, 344 p.
- P C Jersild : Un Amour d'autrefois (En gammal kärlek), Belfond, 1997, 335 p.
- Björn Larsson : Long John Silver (Long John Silver), Grasset, 1998, 440 p. (+LP n°15010)
- Frans G Bengtsson : Orm le Rouge 2 (Hemma & i Österled), Gaïa, 1998, 382 p.
- Aino Trosell : Offshore, L'Elan, 1998, 144 p.
- Vilhelm Moberg : Au pays (Utvandrarna 1), Gaïa, 1999, 318 p.
- Vilhelm Moberg : La Traversée (Utvandrarna 2), Gaïa, 1999, 270 p.
- Björn Larsson : Le Capitaine & les rêves (Drömmar vid havet), Grasset, 1999, 300 p. (LP 15297)
- Johan Bargum : Chambre noire (Mörkt rum), Esprit ouvert, 1999, 187 p.
- Vilhelm Moberg : Le Nouveau Monde (Invandrarna 1), Gaïa, 1999, 251 p.
- Vilhelm Moberg : Dans la forêt du Minnesota (Invandrarna 2), Gaïa, 1999, 381 p.
- Sven Delblanc : Ultimes propos (Slutord), L'Elan, 1999, 76 p.
- Märta Tikkanen : Chaperon rouge (Rödluvan) - collab. Agneta Ségol, L'Elan, 1999, 304 p.
- Vilhelm Moberg : Les Pionniers du lac Ki-Chi-Saga (Nybyggarna 1), Gaïa, 1999, 263 p.
- Vilhelm Moberg : L'Or et l'eau (Nybyggarna 2), Gaïa, 2000, 278 p.
- Vilhelm Moberg : Les Epreuves du citoyen (Nybyggarna 3, Sista br 1) Gaïa, 2000, 276 p.
- Vilhelm Moberg : La Dernière Lettre au pays natal (Sista brevet 2), Gaïa, 2000, 280 p.
- Eyvind Johnson : Dolorosa (Natten är här 1), collab. V. Büschel, Marginales, 2000, 92 p.
- Eyvind Johnson : Le Nouveau Spartiate (Natten 2), col. V. Büschel, Marginales 2000, 94 p.
- Björn Larsson : Le Mauvais Œil (Det onda ögat), Grasset, 2001, 314 p.
- Rune Pär Olofsson : Le Roi de la dynamite' (Dynamitkungen), Gaïa, 2001, 409 p.
- Stig Dagerman : La Dictature du chagrin et autres écrits politiques, Agone, 2001, 128 p.
- Jan Guillou : La Fabrique de violence, (réed). Agone, 2001, 382 p.
- Henrik Tikkanen : Renault, mon amour, Gaïa, 2002, 184 p.
- Stig Dagerman : Billets quotidiens (Dagsedlar, éd. augmentée), Cent pages, 2002, 92 p.
- Harry Martinson : Il faut partir (Vägen ut), Marginales, 2002, 373 p.
- Björn Larsson : La Sagesse de la mer (Från Kap Verde), Grasset, 2002, 332 p.
- Henrik Tikkanen : Le Héros oublié (30 åriga kriget), Gaïa, 2002, 170 p.
- Guillou/Haag : La Fabrique de violence (version dramatique), L'Elan, 2002, 45 p.
- Karin Alvtegen : Recherchée (Saknad), Plon, 2003 (France-Loisirs, 2002), 272 p.
- Peter Mosskin : Après la guerre (Över från kriget), Phébus, 2003, 222 p.
- Marianne Jeffmar : L'Homme qui voulait être Simenon, (Mannen...), Phébus, 2003, 192 p.
- Kjell Westö : Le Malheur d'être un Skrake, (Vådan av att vara Skrake), Gaïa, 2003, 460 p.
- Harry Martinson : La Société des vagabonds (Révision : Vägen till Klockrike), Agone, 2004, 305 p
- Björn Larsson : La Véritable Histoire d'Inga Andersson, Grasset, 2004, 330 p.
- Åke Smedberg : Disparitions à la chaîne (Försvinnanden), Le Seuil, 2004, 245p.
- Harry Martinson : Aniara (collab. Björn Larsson), Agone, 2004, 153 p.
- Hjalmar Bergman : Le Clown Jac (Clownen Jac), L'Elan, 2004, 304 p.
- Marianne Jeffmar : Rébecca, ta belle-mère (col. de l’auteur), Luce Wilquin, 2005, 209 p.
- Leif GW Persson : La Nuit du 28 février, Presses de la Cité, 2005, 528 p.
- Henrik Tikkanen : La Vie, l’amour (Urval Ansikten & åsikter 1), L’Elan, 2005, 48p.
- Åke Edwardson : Je voudrais que cela ne finisse jamais, Lattès, 2005, 392 p.
- Kjell Johansson : La Colère du père (Huset vid Flon), Lattès, 2005, 377p.
- Terje Stigen : La Cathédrale (Katedralen) – collaboration J Renaud – PUC, 2005, 176 p.
- Henrik Tikkanen : La Politique (Urval Ansikten & åsikter 2), L’Elan, 2006, 48 p.
- Åsa Larsson : Horreur boréale, Gallimard, 2006, 338 p.
- Leif GW Persson : Sous le soleil de minuit, Presses de la Cité, 2006, 452 p.
- Bo Carpelan : Telle une sombre chaleur (col. P. Grouix), Rafael de Surtis, 2006, 62 p.
- Aino Trosell : Si le cœur bat encore (Om hjärtat ännu slår), Balland, 2006, 445 p.
- Åke Edwardson : Voile de pierre (Segel av sten), Lattès, 2006, 526 p.
- Henrik Tikkanen : La société (Urval Ansikten & åsikter 3), L’Elan, 2006, 48 p.
- Karin Alvtegen : Honteuse (Skam), Plon, 2006, 303 p.
- Märta Tikkanen : Les Hommes ne peuvent être violés, Cénomane, 2006, 253 p.
- Runar Schildt : Le Bois des sorcières (Häxskogen), L’Elan, 2007, 160 p.
- Henrik Tikkanen : L’Art et la guerre (Ansikten & åsikter 4), l’Elan, 2007, 48 p.
- Aino Trosell : Ne les regarde pas dans les yeux (Se dem inte i ögonen) Balland, 2007, 409 p
- Kjell Eriksson : La terre peut bien se fissurer (Jorden må rämna), Gaïa, 2007, 342 p.
- Carl-Henning Wijkmark : Derniers jours (Sista dagar), Cénomane, 2007, 286 p.
- Henrik Tikkanen : La nature humaine (Ansikten & åsikter 5), L’Elan, 2007, 48 p.
- J.J. Wecksell : Daniel Hjort, (adapt. P. Grouix), Rafael de Surtis, 2007, 154 p.
- Mikael Engström : Dogge, La joie de lire, Genève, 2008, 387 p.
- Kjell Westö : Les sept livres de Helsingfors (Där vi en gång gått), Gaïa, 2008, 509 p.
- Aino Trosell : Camisole de force (Tvångströjan), Balland, 2008, 416 p.
- Märta Tikkanen : Le Grand Chasseur (Storfångaren), Cénomane, 2008, 189 p..
- Henrik Tikkanen : La vie moderne (Ansikten & åsikter 6), L’Elan, 2008, 48 p.
- Kjell Eriksson : Le Cercueil de pierre, Gaïa, 2008, 360 p.
- Nordahl Grieg : Le Navire poursuit sa route (révision), Les Fondeurs de brique, 2008, 172 p
- Björn Larsson : Le Rêve du philologue (Filologens dröm), Grasset, 2009, 286 p.
- Stig Dagerman : La Dictature du chagrin (édition revue et augmentée), Agone, 2009, 182 p.
- Kjell Eriksson : La Princesse du Burundi (Prinsessan av Burundi), Gaïa, 2009, 350 p.
- Carl-Henning Wijkmark : La nuit qui s’annonce (Stundande natten), Cénomane, 2009, 158p
- Carl-Henning Wijkmark : La mort moderne (réédition augmentée), Cénomane, 2009, 157p.
- Sjöwall/Wahlöö : L’Abominable homme de Säffle, réed. Rivages, 2009, 280 p.
- Sjöwall/Wahlöö : La Chambre close, réed. Rivages, 2009, 413 p.
- Sjöwall/Wahlöö : L’Assassin de l’agent de police, réed. Rivages, 2010, 408 p.
- Sjöwall/Wahlöö : Les Terroristes, réed. Rivages, 2010, 548 p.
- Olov Svedelid, Ulla Trenter, ... Quatre crimes (presque) parfaits (Långt till gryningen), L’Élan, 2010, 80 p.
- Kjell Eriksson : Le Cri de l’engoulevent (Nattskärran), Gaïa, 2010, 381 p.
- Henrik B. Nilsson : Le Faux Ami (Den falske vännen), Grasset, 2010, 567 p.
- Per Wahlöö : Meurtre au 31e étage, Réed. Rivages, 2010, 229 p.
- Håkan Lindquist : Trois nouvelles au bord de l’eau (Nära vatten), MEET, 2010, 107 p.
- Rudolf Värnlund : U 39, L’Élan, 2011, 96 p.
- Vilhelm Moberg : Les Violences de l’amour (Våld), L’Élan 2011, 96 p.
- Märta Tikkanen : L’Histoire d’amour du siècle (Ill. Henrik Tikkanen), Cénomane, 2011, 190 p.
- Jan Guillou : L’Héritage d’Arn le Templier (Arvet efter Arn), c Annelie Jarl, Agone, 2011, 444 p.
- Fredrik Ekelund : Le Garçon dans le chêne (Pojken i eken), Gaïa, 2012, 239 p.
- Per Wahlöö : Le Camion (Lastbilen), Rivages/Payot, 2012, 366 p.
- Kjell Eriksson : Les Cruelles Etoiles de la nuit (Nattens grymma stjärnor), Gaïa, 2012, 382 p.
- Björn Larsson : Les poètes morts n’écrivent pas de romans policiers, Grasset, 2012, 491 p.
- Vilhelm Moberg : La Saga des émigrants, nouvelle édition, Gaïa, 2013, 2 vol. (975+879 p.)
- Jan Guillou : Les Ingénieurs du bout du monde  (Brobyggarna), Actes Sud, 2013, 623 p.
- Kjell Eriksson : L’Homme des montagnes (Mannen från bergen), Gaïa, 2013, 437 p.
- Fredrik Ekelund: Blueberry Hill, Gaïa, 2013, 238 p.
- Josef Kjellgren : Les Hommes de l’Émeraude, Cambourakis, 2013, 474 p.
- H. Martinson : Le Livre des cent poèmes (Dikter), Col. C Chevallier, Cénomane, 2013, 173 p.
- Jan Guillou : Les Dandys de Manningham (Dandy), Actes sud, 2014, 348 p.
- Fredrik Ekelund : Casal Ventoso, Gaïa, 2015, 208 p.
- Gunnar Ardelius : La liberté nous a conduits ici, col. C. Renaud, Actes Sud, 2015, 239 p.
- Jan Guillou : Entre rouge et noir (Mellan rött och svart), Actes Sud, 2015, 375 p.
- Ivar Lo-Johansson : L’Autre Paris (Okänt Paris), L’Élan/Gingko, 2016, 80 p.
- Jan Guillou : Les yeux ailleurs (Att inte vilja se), Actes Sud, 2018, 361 p. (
- Lo Dagerman & Nancy Pick : Les Ombres de Stig Dagerman (Skuggorna vi bär), Nadeau, 2018, 199 p.
- Roslund/Hellström : Trois secondes (Tre sekunder), Mazarine, col. Catherine Renaud, 2019, 592 p.
- Roslund/Hellström : Trois minutes (Tre minuter), Mazarine, col Catherine Renaud, 2019, 558 p.
- Roslund : Trois heures (Tre timmar), Mazarine, col. Catherine Renaud, 2019, 445 p.
- Stig Dagerman : La Casquette du musicien (En spelmans mössa), Belloni, 2021, 79 p.

## Prix
- Prix de la traduction de l'Académie Suédoise, 1988
- Prix personnel Ivar Lo-Johansson, 1996